# Коєлга
Коєлга (рос. Коелга) — село у Єткульському районі Челябінської області Російської Федерації.
Входить до складу муніципального утворення Коєлгинське сільське поселення. Населення становить 3993 особи (2010).
У селі розташоване Коєлгінське родовище білого мармуру.

## Історія
Від 1 березня 1924 року належить до Єткульського району Челябінської області.
Згідно із законом від 16 листопада 2004 року органом місцевого самоврядування є Коєлгинське сільське поселення.

## Населення
| 2002 | 2010  |
| ---- | ----- |
| 4083 | ↘3993 |